# Inés Ayala Sender
Inés Ayala Sender (ur. 28 marca 1957 w Saragossie, zm. 25 lipca 2024) – hiszpańska polityk i filolog, deputowana do Parlamentu Europejskiego VI, VII i VIII kadencji.

## Życiorys
Ukończyła filologię hiszpańską i angielską na Uniwersytecie w Saragossie. Odbyła też studia podyplomowe z zakresu zrównoważonego rozwoju. Od 1980 do 1990 wykładała na swojej macierzystej uczelni.
W 1984 została sekretarzem regionalnym sekcji kobiet w aragońskim regionie Hiszpańskiej Socjalistycznej Partii Robotniczej, funkcję tę pełniła przez rok. Od 1989 do 1994 zajmowała kierownicze stanowiska w Powszechnym Związku Robotników. W latach 90. była ekspertem ds. przeciwdziałania wykluczeniu w Europejskim Komitecie Ekonomiczno-Społecznym, w 1997 została doradcą politycznym grupy socjalistycznej w Europarlamencie.
W 2004 z listy PSOE uzyskała mandat posłanki do Parlamentu Europejskiego. W wyborach w 2009 skutecznie ubiegała się o reelekcję. W VII kadencji przystąpiła do grupy Postępowego Sojuszu Socjalistów i Demokratów oraz do Komisji Kontroli Budżetowej i Komisji Transportu i Turystyki. W 2014 została wybrana do Europarlamentu na kolejną kadencję, zasiadając w nim do 2019.